# Chef Aid
«Chef Aid» es el decimocuarto episodio de la segunda temporada de la serie animada de televisión estadounidense South Park. El episodio 27 de la serie en general, se emitió originalmente en Comedy Central en los Estados Unidos el 7 de octubre de 1998. El episodio fue escrito por los co-creadores de la serie Trey Parker y Matt Stone, y dirigido por Parker. Las estrellas invitadas en este episodio incluyen a Joe Strummer, Rancid, Ozzy Osbourne, Ween, Primus, Elton John, Meat Loaf, Rick James y DMX.
En el episodio, Chef intenta afirmar que Alanis Morissette plagió su canción «Stinky Britches». Sin embargo, el ejecutivo de la discográfica decide demandarlo por acoso por esto. El ejecutivo gana la demanda y Chef tiene 24 horas para reunir el dinero o enfrentará una sentencia de prisión de 4 años. Mientras tanto, el Sr. Garrison es testigo de muchos atentados extraños contra la vida del Sr. Twig.

## Trama
Chef descubre que Alanis Morissette hace pasar la canción de "Bragas Sucias" como suya, cuando él la había escrito hace años, antes de abandonar sus aspiraciones musicales. Se pone en contacto una "gran compañía de discos ejecutivos", buscando solo que su nombre aparezca en los créditos como el compositor de "Bragas Sucias". La reclamación del Chef se fundamenta en una grabación de cuando él tenía veinte años de edad, del chef tocando la canción. La compañía discográfica se niega, y, además, contrata a Johnnie Cochran, que presenta una demanda contra él por acoso. Cochran utiliza la " defensa Chewbacca ", resultando en una ganancia para la compañía discográfica y perjuicios a ser pagados por la defensa, por lo que ahora chef tiene 24 horas para pagar el dinero o será encarcelado por 4 años. El ejecutivo de la compañía discográfica se lleva sus cosas antes de tiempo puesto que cree que es más que la ley, el chef decide recaudar todo el dinero prostituyéndose con todas las mujeres de la ciudad. En lugar de pagar al ejecutivo, pagará a Johnnie Cochran el dinero así esta vez pueda demandar a la compañía discográfica.
Mientras tanto, el Sr. Garrison busca al Señor Rama, pero lo encuentra hirviendo en una olla de agua, y más tarde roto por la mitad. La evidencia comienza a señalar al Señor Sombrero como el culpable, que culminó con un enfrentamiento entre el señor Garrison y el señor Sombrero, y los habitantes del pueblo lo envían a la cárcel porque esta demente.
Los chicos tratan de ayudar a Chef con la ayuda de varios músicos cuyas carreras se han visto impulsadas por los consejos del chef en un concierto benéfico. El director ejecutivo de la compañía discográfica sabotea el concierto, pero el gran apoyo para el Chef toca el corazón de Johnnie Cochran, el cual " creció tres tallas ese día ". Cochran cambia de bando de forma gratuita y defiende con éxito al chef, en un nuevo juicio, a pesar de que utiliza la Defensa Chewbacca de nuevo (lo que resulta en una explosión de la cabeza de un miembro del jurado), terminando con el Chef finalmente con su nombre en el álbum. El señor Garrison y el señor Sombrero finalmente constituyen sus diferencias y vuelvan a estar juntos.